# RP2350

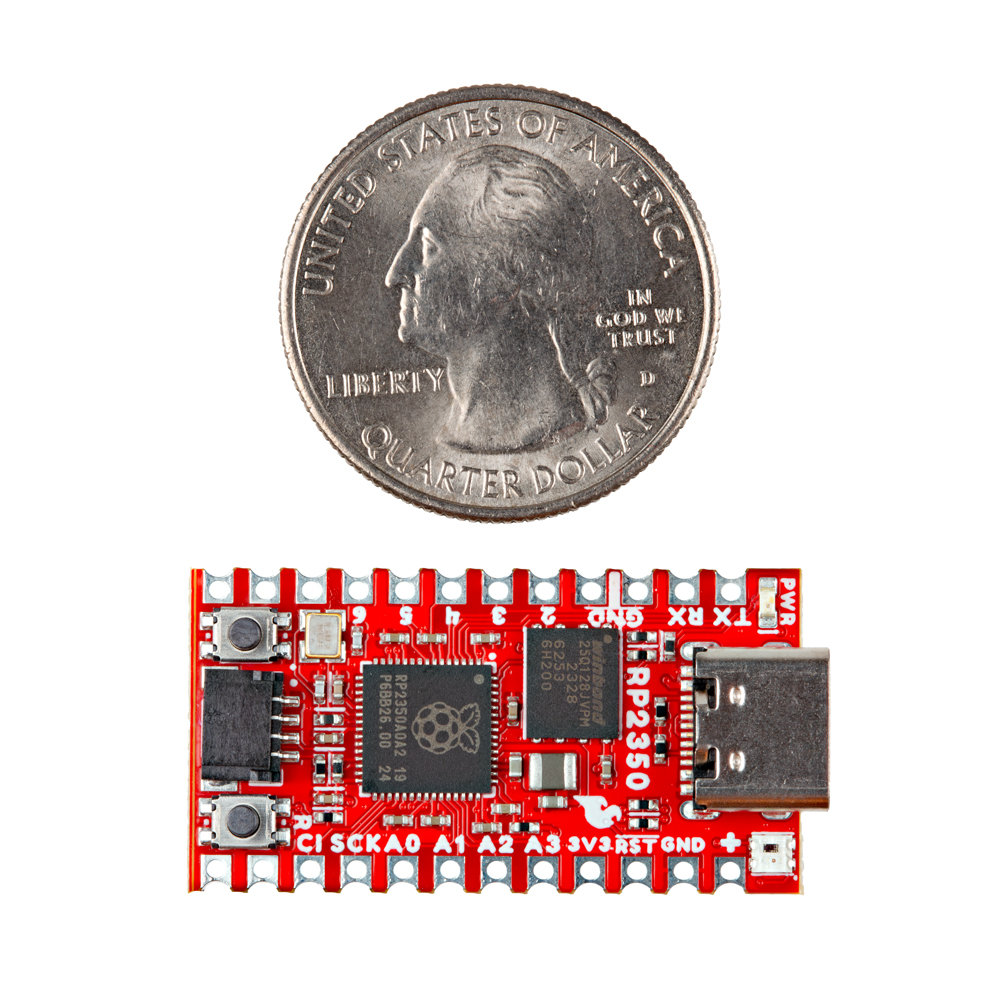
RP2350A en un SparkFun Pro Micro - RP2350

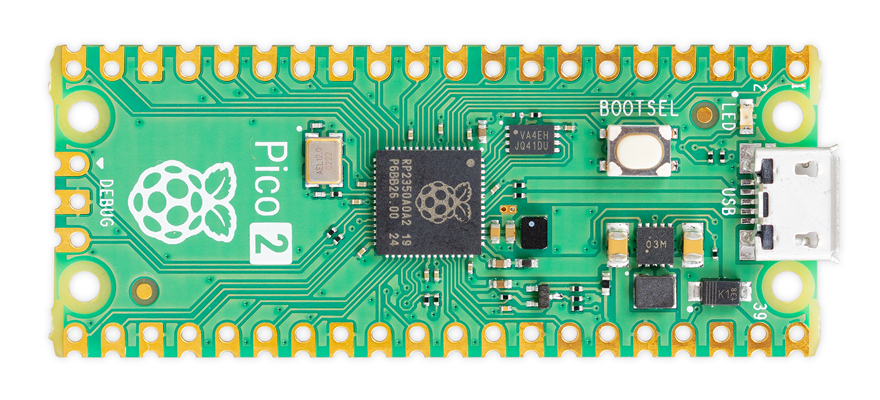
RP2350A en un Raspberry Pi Pico 2

RP2350 és un circuit integrat de microcontroladors dual ARM Cortex-M33 i Hazard3 RISC-V de 32 bits de Raspberry Pi Ltd. L'agost de 2024, es va llançar com a part de la placa Raspberry Pi Pico 2.

## Visió general
Anunciat el 8 d'agost, l'RP2350 és el segon microcontrolador dissenyat per Raspberry Pi Ltd, després de l'RP2040. El microcontrolador és de baix cost, amb el Raspberry Pi Pico 2 que s'introdueix a US$5 i el mateix RP2350 amb cost estimat de 0,7€. El microcontrolador és compatible amb programari amb l'RP2040 i es pot programar en assemblador, C, C++, Free Pascal, Rust, MicroPython, CircuitPython i altres idiomes.
El RP2350 es presenta en quatre versions:
- RP2350A amb 30 GPIO en un encapsulat de 7×7mm de 60 pins
- RP2350B amb 48 GPIO en un encapsulat de 10×10mm de 80 pins
- RP2354A, que és l'RP2350A amb 2 MB de flaix apilats
- RP2354B, que és l'RP2350B amb 2 MB de flaix apilats

## Característiques
El xip és 5.3 mm2 (0.0082 sq in) de matriu de silici en un encapsulat SMD QFN-60 de 7x7mm o QFN-80 de 10×10mm.
- Característiques principals:
  - Nuclis dobles a 150 MHz ARM Cortex-M33 i Hazard3 RISC-V
    - Cada nucli Cortex-M33 té suport FPU i DSP

  - 520 kB SRAM en deu bancs accessibles simultàniament
  - 8 kB de memòria programable una vegada (OTP).
  - Controlador de bus QSPI, compatible amb flash extern i PSRAM
    - Flash QSPI NOR de 2 MB en encapsulat opcional connectat amb selecció de xip

  - Controlador DMA
  - Travessa AHB, totalment connectada
  - Font d'alimentació en mode commutat en xip i regulador programable de baixa caiguda (LDO) per generar voltatge central
  - Dos PLL en xip per generar rellotges de nucli USB de 48 MHz i 150 MHz
  - RP2350A té 30 pins GPIO, dels quals quatre es poden utilitzar opcionalment com a entrades analògiques, RP2350B té 48 pins GPIO on vuit es poden utilitzar com a entrades analògiques.
  - Signatura d'arrencada opcional amb emmagatzematge OTP protegit
  - Accelerador de maquinari SHA-256
  - Generador de números aleatoris de maquinari (TRNG)
- Perifèrics:
  - Dos UART
  - Dos controladors SPI
  - Dos controladors I²C
  - Una interfície de transmissió en sèrie d'alta velocitat (HSTX).
  - 24 canals PWM
  - Controlador USB 1.1 i PHY, amb suport d'amfitrió i dispositiu
  - 12 màquines d'estat d'entrada-sortida programables (PIO).
  - ADC de 4/8 canals amb sensor de temperatura intern, 500 ksps, conversió de 12 bits[7]